# Піґз-Пік
Піґз-Пік — місто в північно-західній частині Есватіні. Розташоване в районі Хохо і є другим за величиною у районі. Місто названо на честь одного з першопрохідців у Свазіленді (колишня назва Есватіні) Вільяма Пігга.

## Клімат
Місто знаходиться у зоні, котра характеризується вологим субтропічним кліматом. Найтепліший місяць — січень із середньою температурою 22 °C (71.6 °F). Найхолодніший місяць — червень, із середньою температурою 13.7 °С (56.7 °F).
| Клімат Піґз-Піка        | Клімат Піґз-Піка | Клімат Піґз-Піка | Клімат Піґз-Піка | Клімат Піґз-Піка | Клімат Піґз-Піка | Клімат Піґз-Піка | Клімат Піґз-Піка | Клімат Піґз-Піка | Клімат Піґз-Піка | Клімат Піґз-Піка | Клімат Піґз-Піка | Клімат Піґз-Піка | Клімат Піґз-Піка |
| Показник                | Січ.             | Лют.             | Бер.             | Квіт.            | Трав.            | Черв.            | Лип.             | Серп.            | Вер.             | Жовт.            | Лист.            | Груд.            | Рік              |
| Середня температура, °C | 22               | 22               | 21,1             | 18,8             | 16,4             | 13,7             | 14               | 15,7             | 17,7             | 18,8             | 19,9             | 21,3             | 18,5             |
| Норма опадів, мм        | 161.8            | 145              | 114.7            | 69.7             | 28.2             | 14.6             | 15.6             | 23.6             | 50.2             | 96.5             | 141.2            | 155              | 1016.1           |
| Днів з опадами          | 13,2             | 11,4             | 10,1             | 6,8              | 3,3              | 1,9              | 2,1              | 3,1              | 5,1              | 9,7              | 13,4             | 12,8             | 92,9             |
| Вологість повітря, %    | 71.9             | 72.6             | 72.9             | 71.1             | 63.9             | 58.9             | 56.5             | 57.2             | 59.4             | 64.8             | 70.1             | 70.8             | 65.8             |
| ----------------------- | ---------------- | ---------------- | ---------------- | ---------------- | ---------------- | ---------------- | ---------------- | ---------------- | ---------------- | ---------------- | ---------------- | ---------------- | ---------------- |
| Джерело: Weatherbase    |                  |                  |                  |                  |                  |                  |                  |                  |                  |                  |                  |                  |                  |

## Історія
Засноване в 1884 році, під час золотовидобутку в цьому районі.

## Економіка
Основна галузь економіки міста — лісове господарство.
У 2001 році було завершено будівництво 115-метрову греблю Магуга на річці Коматі за 12 км на південь від міста.

## Туристичні об'єкти
Поряд з містом знаходиться заповідник Фофоняне-Фолс.

## Населення
Населення міста складається переважно з представників народу свазі.
Населення міста:
- 1986 рік — 3 223 осіб
- 1997 рік — 4 581 осіб
- 2010 рік — 1 176 осіб